# Ivo Umek
Ivo Umek, slovenski arhitekt, glasbenik in urednik, * 2. junij 1944.
Umek je kot pianist sodeloval v številnih slovenskih in tujih zasedbah, najbolj znan je po angažmaju v skupini Bele vrane, med drugim je sodeloval tudi v Revijskem orkestru Radia Ljubljana. Doštudiral je sicer arhitekturo, a bil vse življenje zaposlen na RTV Slovenija. Med leti 1994 in 2007 je bil urednik Založbe kaset in plošč RTV Slovenija.
Živi v Celju. Leta 2023 je prejel eno najvišjih priznanj mesta - zlati celjski grb.